# Shen Congwen

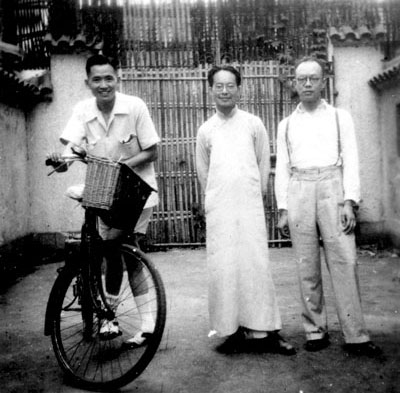
Gu Chuan, Zhou Youguang und Shen Congwen 1946

Shen Congwen (沈從文 chinesisch 沈从文, in älteren Transliterationen auch Shen Tsung-Wen oder Shen Ts'ung Wen, * 28. Dezember 1902 als Shen Yuehuan 沈岳煥 im Kreis Fenghuang des späteren Autonomen Bezirks Xiangxi im Nordwesten der Provinz Hunan; † 10. Mai 1988 in Peking) war ein chinesischer Schriftsteller, Schriftkünstler und Gelehrter. Er galt als Anwärter auf den Literaturnobelpreis 1988, starb jedoch, bevor die Schwedische Akademie ihm den Preis zusprechen konnte.

## Leben
Als Sohn aus einer Offiziersfamilie erlebte der junge Shen Yuehuan die Schrecken der Xinhai-Revolution von 1911–12 im entlegenen Nordwesten der zentralchinesischen Provinz Hunan mit. Infolge der Revolutionsereignisse musste sein Vater Shen Zongsi, ein politisch exponierter Oberst der Infanterie, nach einem gescheiterten Komplott gegen den Präsidenten Yuan Shikai 1912 fliehen. Erst zwölf Jahre später sollte Shen Congwen seinen Vater wiedersehen. Für die Erziehung der neun Kinder war die Mutter Huang Suying – eine "schmächtige, kleine, ebenso tapfere wie geistesgegenwärtige Frau" – fortan allein verantwortlich. Sie erteilte dem jungen Shen Yuehan bereits früh "Unterricht im Lesen, erklärte mir die Namen von Arzneien und brachte mit Entschlußkraft und Besonnenheit bei." Seine Mutter war eine Tujia; seine Großmutter väterlicherseits gehörte zur Nationalität der Miao. In der chinesischen Geschichte waren diese Bergvölker, die sich der Han-chinesischen Herrschaft widersetzten, lange als "Südliche Barbaren" gefürchtet; noch im 20. Jahrhundert wurden sie teilweise brutal unterdrückt.
Shen Yuehuan hat nur geringe Schulbildung genossen. In seiner frühen Autobiographie "Türme über der Stadt" erzählt er, wie er die Schule meist schwänzte und schon als Kind das "Große Buch" des Alltagslebens dem Lernen aus Büchern vorzog. Im Alter von 13 Jahren wechselte er 1916 von der Grundschule in eine Ausbildungsklasse für Militäranwärter und trat bereits 1917 als Vierzehnjähriger in den Armeedienst ein. Er nahm als minderjähriger Soldat an "Säuberungsaktionen", Massakern vor allem an der armen Landbevölkerung, teil, avancierte mit 16 Jahren zum Unteroffizier und diente bis 1922 als Schreibkraft und Sekretär verschiedener Truppen regionaler Warlords in West-Hunan und Ost-Sichuan. Von dieser Zeit in den an die Provinz Sichuan angrenzenden Gebirgsgegenden werden seine späteren Werke entscheidend geprägt. Seiner Herkunft entsprechend entstammen seine Protagonisten vornehmlich einem einfachen Milieu oder gehören der ethnischen Minderheit der Miao an.
Nach dem Ausscheiden aus dem Militärdienst übte Shen Yuehuan zunächst probeweise unterschiedlichste Berufe aus, bevor er sich 1922 für ein Studium in Peking entschied. Der selbstgewählte Name 從文 Congwen drückt die Entscheidung für ein der Literatur gewidmetes Leben aus. Da er das Aufnahmeexamen an der Universität nicht bestand, studierte er im Wesentlichen autodidaktisch, wenn er auch einige Vorlesungen an der Peking-Universität hörte. Zugleich beginnt seine literarische Schaffensperiode mit der Veröffentlichung einer ersten Erzählung, "Übergang über den Gebirgskamm", 1923. Seit 1925 erschienen regelmäßig Kurzgeschichten und Essays von ihm in Zeitschriften der Bewegung für eine Neue Kultur (新文化運動 Xīn Wénhuà Yùndòng) wie Fiction Monthly (小说月报 Xiaoshuo Yuebao: The Short Story Magazine) und Crescent Moon (新月社 Xīn Yuè Shè). 1928 unternahm er mit dem befreundeten Schriftstellerpaar Ding Ling (丁玲, 1904–1986) und deren Ehemann Hu Yepin (胡也频, 1903–1931) in Shanghai einen erfolglosen Versuch, einen eigenen Verlag, Rot und Schwarz, und eine gleichnamige Literaturzeitschrift zu gründen. Bis 1935 hatte Shen Congwen bereits über dreißig Bücher mit Erzählungen und Essays veröffentlicht. Insgesamt veröffentlichte er mehr als 200 Erzählungen und zehn Romane. Im Vergleich zu anderen Autoren dieser Epoche ist für sein Werk der starke Einfluss von Tradition und klassischer Literatur kennzeichnend.
1933 heiratete er die Schriftstellerin Zhang Zhaohe (張兆和, 1910–2003), mit der er zwei Söhne und eine Tochter hatte; Shen Longzhu, Shen Huchu und Shen Chaohui.
Sein in China und international erfolgreichstes literarisches Werk ist die 1934 erschienene Novelle Die Grenzstadt (《邊城》Biānchéng), eine Erzählung von einem armen Mädchen, in das zwei Brüder aus reichem Haus verliebt sind, und von Spannungen zwischen örtlichen Volkssitten und den strengen konfuzianischen Verhaltensregeln. Die Novelle wurde mehrfach verfilmt; u. a. 1953 durch den Regisseur Chun Yen (1917–1980) unter dem Titel "Cui Cui" (nach dem Namen der Hauptfigur) und 1984 durch Ling Zifeng (凌子风 1917–1999) als 邊城 (Biānchéng; englisch Border Town, deutscher Verleihtitel: Am Fuße der weißen Pagode).
Seit 1934 arbeitete Shen als Redakteur der Literaturbeilage der Zeitung Dagongbao (大公報). 1938 wurde er Professor für chinesische Sprache zunächst an der Vereinigten Südwest Universität (西南联合大学 Xīnán Liánhé Dàxué) in Kunming; nach dem Ende der japanischen Besatzung lehrte er von 1945 bis 1949 an der Peking-Universität.
Da seine Bücher nicht den Ansprüchen der Kommunisten an Literatur entsprachen, wurde Shen im chinesischen Bürgerkrieg 1948 als konterrevolutionär angegriffen, was ihn so sehr unter Druck setzte, dass er zweimal versuchte, sich das Leben zu nehmen, und seit der Etablierung der Volksrepublik 1949 auf sämtliche literarische Ambitionen verzichtete. Seine Bücher waren in der Volksrepublik China wie auch, aus anderen Gründen, in Taiwan, über lange Zeit verboten. Eine breitere Rezeption setzte erst seit den 1980er Jahren ein.
Seit 1950 war er am Museum für Chinesische Geschichte in Peking tätig und widmete sich wissenschaftlichen Studien über Malerei, Kalligraphie, Lackarbeiten, Bronzespiegel, Textilien und andere Zeugnisse der materiellen Kultur des traditionellen China. Während der Kulturrevolution wurde er abermals Opfer einer Hetzkampagne und in diesem Rahmen 1969, in hohem Alter zu körperlicher Arbeit gezwungen, aber nach deren Ende 1978 erneut rehabilitiert. Ab 1978 konnte er wieder als Wissenschaftler am Institut für Geschichte der Akademie für Sozialwissenschaften arbeiten. Vier Jahre später wurde Shen Congwen Mitglied im Verband für Literatur- und Kunstkreise, 1983 wurde er in das Landeskomitee der Politischen Konsultativkonferenz des Chinesischen Volkes gewählt. Die chinesische Gesamtausgabe seiner Werke umfasst 32 Bände.
Neben der "Grenzstadt"-Novelle wurden auch weitere Erzählungen Shens verfilmt, darunter "Xiao-Xiao" (萧萧, 1929), die Geschichte eines jungen Mädchens, das an eine Bauernfamilie als Braut und Kindermädchen für deren zweijährigen Sohn verkauft wurde, in dem Film "Xiagnu Xiao Xiao" (湘女萧萧, 1987) in der Regie von Lan U und Xie Fei (geb. 1942), der 1987 u. a. auf dem Filmfestival in Cannes gezeigt wurde und in den USA unter dem Verleihtitel "A Girl from Hunan" lief. "Der Ehemann" (丈夫 Zhàngfū, 1930), die Geschichte eines jungen Bauern aus der Provinz, dessen junge Frau sich in der Stadt prostituiert und damit mehr Geld verdient als ihr fleißiger und ehrbarer Ehemann auf dem Land, wurde durch die feministische Regisseurin Huang Shuqin (1939–2022) 1994 unter dem Titel "Cun ji" (村妓) verfilmt; in Hongkong und den USA lief der Film unter dem Verleihtitel "Mainland Prostitute" (1994), in England als "The Village Whore" (2000).

In seiner bereits 1931/32 verfassten, 1943 veröffentlichten und 1980 noch einmal abschließend durchgesehenen Autobiografie Cóngwén Zìzhuàn erklärt Shen Congwen: 
Ich bin ein Mensch, der auf Prinzipien nicht allzuviel Wert legt, sondern eher jemand, der sich zu den Begebenheiten des wirklichen Lebens hingezogen fühlt. Nie habe ich meine Erlebnisse mit irgendwelchen gesellschaftlichen Wertvorstellungen in einen Topf geworfen, auch ließ ich meine Liebes- oder Haßgefühle nicht davon bestimmen. (...) Ich wurde des Schauens nie müde. In meiner Phantasie konnte ich der unendlichen Vielfalt des Universums, sei es im Zustand der Bewegung oder der Ruhe, immer die schönste und harmonischste Seite abgewinnen. Doch waren meine Vorlieben ganz offensichtlich nicht mit den Ansichten der Allgemeinheit in Einklang zu bringen, denn ich konnte nicht begreifen, in welcher Beziehung zum menschlichen Leben Schönes und Häßliches stehen – anders gesagt: Ich vermochte ethische Normen nicht zu erkennen. Wenn ich mit der Realität konfrontiert war, fühlte ich immer wie ein Künstler, niemals wie ein Moralapostel. Aber weil aus den zwischenmenschlichen Beziehungen eine unbeständige, stets sich ändernde Art von Schönheit entsteht, Freude an der Tugendhaftigkeit, Freude an der Verantwortung, erschien ich damals in den Augen der anderen makellos. Ich genoß mein Leben in vollen Zügen und erledigte dennoch nach bestem Wissen und Gewissen meine Pflichten.
2023 widmete die chinesische Regisseurin Li Yue dem Aufbruch des jungen Shen Congwen aus der Provinz von Xiangxi in die Welt der Kultur und der Literatur eine biographische Miniserie im chinesischen Fernsehen, "Shen Congwen and Xiangxi".

## Werke

### Literarische und autobiographische Texte (Auswahl)
- Enten (《鴨子》 Yāzi), 1926 – Erzählungen
- Orangen (《蜜柑》 Mìgān), 1927 – Erzählungen
- Baizi (《柏子》), 1928 – Erzählung
- Alices Abenteuer in China (《阿麗思中国遊記》 Ālìsī Zhōngguó Yóujì), I. Band, 1928 – in Anlehnung an Lewis Carroll
- Schatten im Lampenlicht, 1928 – chinesische Bearbeitung des Decamerone
- Xiao-Xiao (《蕭蕭》 Xiāoxiāo), 1929 – Erzählung
- Die Liebe des Götterpriesters, 1929 – Roman
- Der Ehemann (《丈夫》 Zhàngfū), 1930 – Erzählung
- Alices Abenteuer in China (《阿麗思中国遊記》 Ālìsī Zhōngguó Yóujì), II. Band, 1931
- Das Marmorboot (《石子船》 Shízichuán), 1931 – Sammelband mit Kurzgeschichten
- Erinnerungen an Hu Yepin (《记胡也频》Ji Hu Yepin), 1932 – Biographischer Essay
- Erinnerungen an Ding Ling (《記丁玲》 Jì Dīng Líng), 1934 – Biographischer Essay
- Die Grenzstadt (《邊城》 Biānchéng), 1934 – Novelle
- West-Hunan, (《西湖南》Xīhunan) 1937 – 2 Bände mit autobiographischen Essays
- Erinnerungen an Ding Ling (《記丁玲》 Jì Dīng Líng), II. Band, 1940
- Roman und Gesellschaft, 1943 – Essay
- Shen Congwens Autobiographie (《從文自傳》 Cóngwén Zìzhuàn), 1943
- Im Schutze der Nacht, 1947 – Erzählungen
- Sonniger Tag nach dem Schneefall (雪晴 Xuěqíng), 1947 – Roman
- Langer Fluss (《長河》Chánghé), 1948 – Romanfragment
- So schaue ich auf das Wasser und vermisse dich (《我就这样一面看水,一面想你》沈从文 唯美散文) – Sammlung von 33 ästhetischen Essays, 2017

### Wissenschaftliche Arbeiten nach 1949
- Bronzespiegel aus der Zeit der Tang- und Song-Dynastien《唐宋铜镜》, 1957
- Chinesische Seidenmuster 《中国丝绸团》, 1957
- Drachen und Phönix in der Kunst (《龙凤艺术》 Lóngfèng Yìshù), 1960
- Lackwaren aus der Zeit der Streitenden Reiche (《战国漆器》 Zhànguó Qīqì), 1962
- Kleidung und Ornamentik im alten China (《中国古代服饰研究》 Zhōngguó Gǔdài Fúshì Yánjiū), 1981

## Übersetzungen
- The Chinese Earth, Englische Übersetzung von Ching Ti und Robert Payne, George Allen & Unwin, London 1947; Neuausgabe: Columbia University Press, New York 1981, ISBN 978-0231054850.
- The Border Town and other Stories, (Bian cheng ji qi ta) englische Übersetzung von Gladys Yang, Panda Books, Peking 1981, ISBN 978-0-8351-2062-3.
- Grenzstadt. Erzählung, (Biānchéng) Übers. von Helmut Forster-Latsch und Marie-Luise Latsch, Cathay-Verlag, Köln 1985, ISBN 978-3-923131-03-7.
- Die Grenzstadt. Novelle, (Biānchéng) Aus dem Chines. übertr. und mit einem Nachw. vers. von Ursula Richter, Suhrkamp, Frankfurt a. M. 1985, ISBN 978-3-518-01861-3.
- Die Grenzstadt und andere Erzählungen, übers. Ursula Richter, Helmut Martin u. Volker Klöpsch, Volk und Welt, Berlin (Ost) 1988, ISBN 978-3353004345.
- Le Passeur de Chadong. Roman, (Biānchéng) übers. Isabelle Rabut, Verlag Albin Michel, Paris 1990, ISBN 978-2226038968.
- Recollections of West Hunan, (Hsiang hsi san chi) englische Übersetzung von Gladys Yang, Panda Books, Beijing 1982; zweispr. Neuausgabe (chinesisch/englisch): Yilin Press, Nanjing 2021, ISBN 978-7544787598.
- Erzählungen aus China. Aus dem Chinesischen übersetzt und mit einem Nachwort von Ursula Richter, Insel, Frankfurt a. M. 1985, ISBN 978-3-458-14245-4.
- Le petit soldat de Hunan. Autobiographie, übers. Isabelle Rabut, Verlag Albin Michel, Paris 1992, ISBN 978-2-226-05698-6.
- Türme über der Stadt: Eine Autobiographie aus den ersten Jahren der chinesischen Republik, (Congwen Zizhuan) Aus dem Chinesischen von Christoph Eiden und Christiane Hammer, hrsg. und mit einem Nachwort von Helmut Martin, Horlemann, Bad Honnef 1994, ISBN 978-3-927905-86-3.
- Imperfect paradise: Twenty-four stories, translated from the Chinese by Jeffrey Kinkley [and others], edited by Jeffrey Kinkley, University of Hawaii Press, Honolulu 1995.
- "The Chinese Disease", China Perspectives, No. 10 (March / April 1997), S. 29–31.
- Selected Short Stories of Shen Congwen (Shen Congwen duan pian xiao shuo xuan / Shen Congwen zhu; Jin Jiefu Ying yi), ed. by Jeffrey C. Kinkley, Chinese University Press, Hong Kong 2004.

## Sekundärliteratur
- Jeffrey C. Kinkley, The Odyssey of Shen Congwen, Stanford University Press, Stanford, CA 1987.
- Giovanni Vitiello, Shen Congwen (1902–1988), in: Cina, No. 22 (1990), S. 71–82.
- Brigitte Duzan, Shen Congwen 沈从文, in: La nouvelle dans la littérature chinoise contemporaine. Auteurs A-Z, (2 octobre 2010, actualisé 25 janvier 2020).
- Janet Ng, A Moral Landscape: Reading Shen Congwen's Autobiography and Travelogues, in: Chinese Literature: Essays, Articles, Reviews (CLEAR), Vol. 23 (Dec., 2001), S. 81–102, https://doi.org/10.2307/495501
- Lijing Peng, A Chinese Writer's Vicissitude in the Political and Cultural Context of Early Modern China, PhD Thesis, National University of Ireland, Maynooth 2014, PDF
- Routledge Companion to Shen Congwen, hrsg. v. Gang Zhou, Sihe Chen, Zhang Xinying und Jeffrey C Kinkley, Routledge, London 2019, ISBN 978-0-8153-6886-1.
- Lung-Lung Hu, Shen Congwen’s The Husband – Miao Marriage and Christian Marriage Law in the Early Republic, in: Universitas: Monthly review of Philosophy and Culture, 577 (2022), S. 95–114.